# Мырзашев, Гали Касымханович

## Биография
Мырзашев Гали (Салимгали) Касымханович. В 1960 году, 16 мая родился в городе Аягуз, Семипалатинской области. В маленьком ауле «Батпак» прошло его детство.
Родители-отец — Мырзашев Касымхан Ермекович, род 1924 г. Умер в 2014 участник ВОВ, кавалер множества орденов и медалей.
Мать — Мырзашева Культай Жумагалиевна родилась в 1932 году, умерла в 2020, Мать-героиня, родила и вырастила 10 детей (шесть сыновей и четырех дочерей).
Еще ребенком Гали рисовал, а отец поощрял его.
Гали в 1967 году поступил в школу интернат им. Ч. Валиханова в г. Аягуз.
В 1976-80 годах он учился в художественном училище им. Н.Гоголя в Алматы, мастерская художника театра.
В 1980-86-годах по направлению от Казахстана учился во ВГИКе, Москва. Мастерская художник-график анимационного кино.
1986-88- годы службы в Армии.
С 1988 по 1991 годы работал в киностудии «Казахфильм» в должности художник-постановщик.
Им созданные мультфильмы «Лицо» и «Сокры» были успешными, Гран при Ташкентского, «за визуальное решение» Бакинского фестивалей.
1977-году иллюстрировал книгу «Алиппе» и «Ана тили».
С 2001-по 2005 Гали был сценографом фестивалей «Азия дауысы», «Жас канат», и международного конкурса казахской песни «Астана».
С 1997-по 2012-Гали совмещал работу на телевидении, в таких каналах, как НТК, Хабар, Казахстан, и МИР. В них он был художником декоратором, и компьютерной графики «Пэйнт бокс».
Гали с 1988-года активно пишет живопись, выставляется, в них часто применяет то, что получил на телевидении, а это монтаж компьютерных сюжетов, которых удачно применял в своих перформансах.
Венцом творческих поисков Гали стали многократные персональные выставки в Нью-Йорке, где его искусство назвали «новым течением искусства», в которых он совмещая междисциплинарные жанры добился пространственного эффекта перформансов, и все это вместе были как театр, или кино сцена в пространстве.
Потом последовали выставки в Лондоне, по городам Венгрии.
Гали с 1995 года является членом союза Художников РК.
Все творческие изыскания, темы в картинах, их изобразительная эстетика, по словам автора, это эпизоды одного авторского анимационного фильма, об осуществлении которого Гали мечтает давно.
Анимационное кино. В них он, и его зарубежные коллеги ставят первостепенной задачей создание фильмов, в которых зритель мог найти темы для общения, споров.
В 2010 Гали по инициативе основополжожника анимационного кино Казахстан, Амена Хайдарова создает Ассоциацию анимационного кино РК, целью которого является создание в стране центра национального анимационного кино, «Казахмультфильм».
При студий «Казахфильм» Гали созданы 10-минутные анимационные проекты, как «Байконур», «Коксерек» и «Буршак», и 6-минутный «Отан».
В 2009-году Гали вступил в члены союза Кинематографистов РК.
С появлением китайского мега проекта «один пояс-один путь» Гали и его партнеры создали несколько проектов, связанных с Великим шелковым путем. «Жибек», Шелк. В нем международное сотрудничество, караван с шелком, предательство, героизм, романтика эпохи времен правления ханом Хубилай империей Юань.
С этой творческой целью, и по приглашению ректора Пекинской кино академии, Гали в 2017-18-годах участвует в создании эскизов и персонажей для полнометражного анимационного проекта «Айбар».
Гали с 2018-года член Академии кино искусств РК.
Талант и гражданские, творческие инициативы Гали отмечены медалью «За гражданские инициативы».
В 2021 году Мырзашев Салимгали стал заслуженным деятелем искусств Республики Казахстан.